# Херменештій-Векі
Херменештій-Векі (рум. Hărmăneștii Vechi) — село у повіті Ясси в Румунії. Адміністративний центр комуни Херменешть.
Село розташоване на відстані 320 км на північ від Бухареста, 60 км на захід від Ясс.

## Населення
За даними перепису населення 2002 року у селі проживали 1135 осіб, усі — румуни. Усі жителі села рідною мовою назвали румунську.